# Lepidogryllus
Lepidogryllus is een geslacht van rechtvleugeligen uit de familie krekels (Gryllidae). De wetenschappelijke naam van dit geslacht is voor het eerst geldig gepubliceerd in 1983 door Otte & Alexander.

## Soorten
Het geslacht Lepidogryllus omvat de volgende soorten:
- Lepidogryllus badikovi Gorochov, 1992
- Lepidogryllus comparatus Walker, 1869
- Lepidogryllus parvulus Walker, 1869